# Lago di Yay
Il lago di Yay (in turco: Yay Gölü) è un lago salato nella provincia di Kayseri, nella Turchia centrale. È situato nella zona rurale dell' ilçe (distretto) di Develi. Il lago è il più grande fra quelli del Parco nazionale del Sultan Sazlığı. Il suo punto medio è a circa 38° 20' N e 35° 8' E. L'elevazione del suo livello superficiale è di 1.071 m s.l.m.. È un lago poco profondo con una profondità media di soli 2 m.La sua superficie media è di circa 20 km².
Mentre copre una superficie molto più ampia durante la stagione delle piogge, la sua area oscilla e durante la stagione estiva per lo più si prosciuga. Quando il suo livello è basso, dal letto del lago viene estratto sale.